# ماتيو ترينتين
ماتيو_ترينتين (بالإيطالية: Matteo Trentin)‏ مواليد 2 أغسطس 1989 في إيطاليا، هو دراج إيطالي في صنف سباق الدراجات على الطريق.

## سباقات أو مراحل فاز بها
| التاريخ        | السباق                                                | المركز                                         |
| -------------- | ----------------------------------------------------- | ---------------------------------------------- |
| 01 يناير 2010  | 2010 Ruota d'Oro                                      |                                                |
| 29 مايو 2012   | 2012 Gullegem Koerse                                  | الفائز في التصنيف العام                        |
| 02 سبتمبر 2012 | غروت بريجس جيف شيرنز 2012                             | التاسع في التصنيف العام                        |
| 23 يوليو 2013  | 2013 Natourcriterium Roeselare                        |                                                |
| 08 مارس 2014   | ستراد بينك 2014                                       | المرتبة 13 في التصنيف العام                    |
| 22 يونيو 2014  | طواف سويسرا 2014                                      | الثامن في تصنيف النقاط                         |
| 17 أغسطس 2014  | طواف إينكو 2014                                       | الثالث في تصنيف النقاط                         |
| 27 مارس 2015   | إي ثري هاريل بيك 2015                                 | الثالث في التصنيف العام                        |
| 28 أغسطس 2015  | تور دو بويتو-شارنتيس 2015                             |                                                |
| 13 سبتمبر 2015 | طواف بريطانيا 2015                                    | الخامس في تصنيف النقاط                         |
| 17 سبتمبر 2015 | كوبا بيرنوشي 2015                                     | الثالث في التصنيف العام                        |
| 11 أكتوبر 2015 | طواف باريس 2015                                       | الفائز في التصنيف العام                        |
| 27 يوليو 2016  | طواف فالوني 2016                                      |                                                |
| 13 أغسطس 2016  | طواف أين 2016                                         | الأول في تصنيف النقاط                          |
| 30 يوليو 2017  | رايد لندن 2017                                        |                                                |
| 16 سبتمبر 2017 | غران بريميو إمبانيس-فان بيتيجيم 2017                  | الفائز في التصنيف العام                        |
| 08 أكتوبر 2017 | طواف باريس 2017                                       | الفائز في التصنيف العام                        |
| 12 أغسطس 2018  | سباق الطريق لنخبة الرجال - بطولة أوروبا للدراجات 2018 | الفائز في التصنيف العام                        |
| 14 سبتمبر 2019 | طواف بريطانيا 2019                                    | الأول في تصنيف النقاط، الثاني في التصنيف العام |
| 22 سبتمبر 2019 | 2019 Trofeo Matteotti                                 | الفائز في التصنيف العام                        |
| 19 سبتمبر 2021 | 2021 Trofeo Matteotti                                 | الفائز في التصنيف العام                        |
| 11 أكتوبر 2021 | 2021 Coppa Agostoni                                   |                                                |
| 13 أكتوبر 2021 | 2021 Giro del Veneto                                  |                                                |
| 01 مارس 2022   | لو سامين 2022                                         | الفائز في التصنيف العام                        |
| 17 سبتمبر 2022 | طواف لوكسمبورغ 2022                                   | الأول في تصنيف النقاط، السادس في التصنيف العام |
| 12 أكتوبر 2022 | 2022 Giro del Veneto                                  | الفائز في التصنيف العام                        |
| 26 يوليو 2024  | طواف فالونيا 2024                                     | الفائز في التصنيف العام                        |

## روابط خارجية
- ماتيو ترينتين على موقع الاتحاد الدولي للدراجات (الإنجليزية)
- ماتيو ترينتين على موقع أرشيف الدراجات (الإنجليزية)
- ماتيو ترينتين على موقع إحصائيات الدراجات الإحترافية (الإنجليزية)
- ماتيو ترينتين على موقع نسبة الدراجات (الإنجليزية)
- ماتيو ترينتين على موقع CycleBase (الإنجليزية)